# 소사로
소사로(素砂路)는 경기도 시흥시 대야동 대야교차로와 서울특별시 강서구 오쇠동 오쇠삼거리를 잇는 도로이다.

## 역사
- 2009년 8월 24일 : 2개 이상 시·도에 걸쳐 있는 도로로 부천로를 고시[1]
- 2010년 3월 22일 : 도로 위치 예측에 철도역 명칭을 사용하기로 결정하면서 도로명을 소사역에서 따온 소사로로 변경[2]

## 특징
원래 소사로는 소사역 이북에 있는 멀뫼사거리부터 경기도 시흥시 시계까지 약 2.3 km 구간만을 지칭하였고, 멀뫼사거리부터 부천종합운동장까지 구간은 멀뫼길로, 부천종합운동장부터 오쇠삼거리까지 구간은 원종로로 불렸다. 하지만 2011년 7월 29일부터 실시된 도로명새주소 안내를 위한 도로명 정비로 소사로라는 명칭으로 통일되었다.
대야교차로에서 경기도 시흥시 연성동까지 이어지는 마유로, 즉  국도 제39호선 우회도로와 직결된다.

## 경유지
대야교차로 - 복사초등학교 - 한울빛도서관 - 소사초등학교 - 소사사거리 - 소사역 - 멀뫼사거리 - 부천성모병원 - 석왕사 - 부천시립도서관 - 부천종합운동장(부천종합운동장역) - 여월동 - 성곡삼거리 - 성곡사거리 - 원종교사거리 - 원종사거리 - 오정농협 - 원종IC - 오쇠삼거리

## 주요 건물 및 시설
- 소사고등학교
- 부일중학교 (경기도 부천시 소사구 소사로 86)
- 부천소사로우체국 (경기도 부천시 소사구 소사로 88)
- 복사초등학교 (경기도 부천시 소사구 소사로 96)
- 한울빛도서관 (경기도 부천시 소사구 소사로 107)
- 소사국민체육센터 (경기도 부천시 소사로 108)
- 소사동주민센터
- 가톨릭대학교 부천성모병원 (경기도 부천시 소사구 소사로 327)
- 시민소체육공원
- 부천시립원미도서관 (경기도 부천시 소사구 소사로 456)
- 부천종합운동장 (경기도 부천시 소사구 소사로 482)
- 부천오정경찰서 (경기도 부천시 소사구 소사로 631)
- 부천옹기박물관 (경기도 부천시 소사구 소사로 638)
- 까치울중학교 (경기도 부천시 소사구 소사로 647)
- 홈플러스 부천여월점 (경기도 부천시 소사구 소사로 663)
- 성곡동주민센터
- 원종지구대 (경기도 부천시 소사구 소사로 786)
- 오정농협 (경기도 부천시 소사구 소사로 790)